# Phygoide

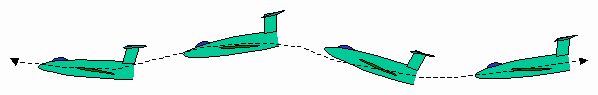
Phygoide-Flugbahn

Die Phygoide ist ein Fachbegriff aus der Flugmechanik und bezeichnet eine Bahnschwingung der Längsbewegung.

## Aussehen
Die Phygoide ist ein oszillatorischer Wechsel von potentieller Energie (Flughöhe) mit kinetischer Energie (Fluggeschwindigkeit), der bei sehr geringen Frequenzen (typisch sind 30 Sekunden bis mehrere Minuten pro Zyklus) und mit sehr geringer Dämpfung abläuft. Für einen mitfliegenden Beobachter sieht dies so aus, als ob das schwingende Flugzeug eine stehende Ellipse um eine mittlere Position beschreibt.
Die genaue Frequenz der Phygoide hängt primär von der Fluggeschwindigkeit und der Längsstabilität ab.

## Berechnung
Für die Berechnung der Eigenformen werden die Bewegungsgleichungen aufgestellt und deren Koeffizienten in eine Matrix geschrieben. Die Eigenwerte der Matrix sind zwei konjugiert komplexe Wertepaare; sie entsprechen den Frequenzen der Eigenformen (in der Längsbewegung sind dies die Anstellwinkelschwingung und die Phygoide), und die Eigenvektoren beschreiben das Aussehen der Eigenform.
Antriebskraft der Phygoide ist die statische Längsstabilität des Flugzeugs, also sein Bestreben, nach einer Abweichung zum getrimmten Flugzustand zurückzukehren. Bei nachlassender Längsstabilität verringert sich die Frequenz, bei neutraler Stabilität wird die Eigenform aperiodisch, und bei negativer Stabilität werden aus dem konjugiert komplexen Wertepaar zwei aperiodische Eigenformen, von denen eine angefacht verläuft. Diese repräsentiert die Divergenzbewegung des instabilen Flugzeugs.
Die Dämpfung ist dominiert vom Widerstand des Flugzeuges, weshalb die Phygoide besonders bei Segelflugzeugen leicht erflogen werden kann. Bei einigen Typen ist sie sogar leicht angefacht, ist aber aufgrund der geringen Frequenz einfach auszusteuern.